# Anas
Anas er en slægt af fugle blandt de ægte ænder. Slægtens omkring 47 arter er tilsammen udbredt over hele Jorden og de udgør hovedparten af alle svømmeænder.
På baggrund af fylogenetiske undersøgelser er det foreslået, at en mindre del af arterne i slægten Anas henføres til andre slægter. Eksempelvis foreslås det at placere skeand sammen med fem andre arter i slægten Spatula og at placere atlingand i sin egen slægt, Querquedula.

## Arter
Nogle af de cirka 47 arter i slægten Anas:
- Pibeand, Anas penelope
- Amerikansk pibeand, Anas americana
- Gråand, Anas platyrhynchos
  - Underart: Tamand, Anas platyrhynchos domesticus
    - Race: indisk løbeand, Anas platyrhynchos domesticus
- Kinesisk pletnæbbet and, Anas zonorhyncha
- Hawaiiand, Anas wyvilliana
- Sortbrun and, Anas rubripes
- Floridagråand, Anas fulvigula
- Knarand, Anas strepera
- Krikand, Anas crecca
- Spidsand, Anas acuta
- Atlingand, Anas querquedula
- Skeand, Anas clypeata
- Madagaskarand, Anas melleri
- Kapskeand, Anas smithii
- Andeskrikand, Anas andium
- Chilepibeand, Anas sibilatrix
- Sydamerikansk skeand, Anas platalea
- Australsk skeand, Anas rhynchotis